# Albertus de Bezanis
Albertus de Bezanis war ein italienischer Geschichtsschreiber, der 1363 zum Abt von San Lorenzo in Cremona gewählt wurde. Außer dieser persönlichen Nachricht in seiner Chronik ist über seine Lebensgeschichte weiter nichts bekannt, Mitglieder der Familie sind seit dem 11. Jahrhundert nachweisbar und standen oft in enger Verbindung mit dem Kloster S. Lorenzo. Seine Cronica pontificum et imperatorum (Chronik der Päpste und Kaiser) reicht von der Erschaffung der Welt bis 1370, allerdings ist nur der Teil von Honorius II. und Heinrich V. an vollständig ediert, also ab dem frühen 12. Jahrhundert.
Für den Aufbau der Chronik und die Teilung in Papstgeschichte und Kaisergeschichte war Martin von Troppau das Vorbild. Ausführlicher geschildert werden die Italienzüge Heinrichs VII. und Ludwigs des Bayern. Ausführliche Nachrichten finden sich zur Geschichte der Lombardei, Brescias und vor allem Cremonas, die für die letzten Jahrzehnte des Berichtszeitraums wohl auf eigene Kenntnis zurückgehen. Als Vorlagen dienten Albertus außer Martin von Troppau das Pantheon des Gottfried von Viterbo und die Chronik des Sicard von Cremona. Hinzu kommen chronikalische Auszüge aus der Legenda aurea des Jacobus de Voragine, aus der Chronik der Mark Treviso des Rolandus Patavinus, für die älteren Zeiten Paulus Diaconus und Beda. Neben verlorenen Cremoneser Annalen konnte Albertus Urkunden aus dem Klosterarchiv benutzen, daneben auch kanonistische Textsammlungen.
Der Jahresanfang seiner Chronik folgt in der Regel dem in Cremona üblichen Annunziationsstil am 25. März, allerdings kommt auch, wohl nach Vorlagen, der Weihnachtsanfang und der 1. Januar vor. Sein Latein, vor allem die Orthographie, ist stark vom italienischen Volgare beeinflusst.
Das Autorenexemplar, zugleich der einzige Überlieferungsträger, ist das Manuskript Urb. lat. 394 der Vatikanischen Bibliothek.

## Edition
- Oswald Holder-Egger: Alberti de Bezanis abbatis S. Laurentii Cremonensis Cronica pontificum et imperatorum  (MGH. Scriptores Rerum Germanicarum in usum scholarum / [3]) Digitalisate: BSB Bildsuche; Internet Archive; dmgh.de